# Elizaveta Komarova
Elizaveta Andreevna Komarova (in russo Елизавета Андреевна Комарова?; Suchoj Log, 1º febbraio 1995) è una cestista russa.

## Carriera
Con la Russia ha disputato i Campionati europei del 2021.